# 新北市新店區屈尺國民小學
新北市新店區屈尺國民小學，是一所位於台灣新北市新店區的國民小學，簡稱屈尺國小。

## 校史沿革
- 大正10年4月設立「新店公學校屈尺分教場」。[5]

- 昭和 2年4月獨立名為「屈尺公學校」。

- 昭和16年2月改名為「台北州新店庄屈尺國民學校」。

- 民國35年 戰後第1任校長陳火中先生接任。

- 民國36年 戰後第2任校長劉水月先生接任。

- 民國38年 戰後第3任校長林泓先生接任。

- 民國39年8月設立廣興分班。

- 民國42年 戰後第4任校長孫鴻祿先生接任。

- 民國43年9月廣興分班改為分校；又設立龜山分校。 戰後第5任校長丁永華先生接任。

- 民國44年 戰後第6任代理校長李思恩先生接任。

- 民國45年 戰後第7任校長張沛然先生接任。

- 民國46年 戰後第8任校長王業平先生接任。

- 民國48年8月奉令指定為台北縣營養示範國校。

- 民國49年8月龜山分校奉准獨立設立。

- 民國52年 戰後第9任校長李珩先生接任。

- 民國53年9月1日奉令全校供應營養午餐。

- 民國57年8月改名為台北縣新店鎮屈尺國民小學。

- 民國58年 戰後第10任校長汪梓光先生接任。

- 民國64年 戰後第11任校長李書恩先生接任。

- 民國69年7月1日新店升格為市，本校改為台北縣新店市屈尺國民小學。

- 民國73年 戰後第12任校長劉登美先生接任。

- 民國77年 戰後第13任校長曾適中先生接任。

- 民國84年1月校長交接：戰後第14任校長張文鳳。9月演藝廳落成。11月辦理創校70週年活動中心落成，製專刊。

- 民國87年1月校長交接：第15任校長桂尊惠。

- 民國90年10月廣興分校新作蝴蝶網室工程。 12月納莉颱災復建工程。

- 民國91年8月校長交接：第16任校長鍾瑞麗。

- 民國92年6月施行教室防水隔熱、油漆磁磚漏水整修工程。

- 民國93年12月榮獲臺北縣文山區93學年度躲避球對抗賽混合組亞軍。

- 民國94年
  - 3月實施無障礙設施改善工程。
  - 5月實施永續校園局部改造工程。
  - 10月實施屋頂防水隔熱工程。
  - 12月榮獲臺北縣文山區94學年度國民小學躲避球對抗賽混合組冠軍。

- 民國95年
  - 5月廣興分校施行圍牆修繕工程。
  - 5月施行警衛室修繕、室外牆美化工程。
  - 8月校長交接：第17任校長郭雄軍。
  - 12月榮獲臺北縣95學年度文山區國民小學躲避球賽男女混合組冠軍。

- 民國96年
  - 5月榮獲臺北縣96年度文山區中小學拔河邀請賽國小混合組季軍。
  - 7月實施教學園區暨步道整修工程。
  - 9月進行視聽教室視聽設備採購。
  - 12月榮獲臺北縣96學年度文山區國小躲避球對抗賽學童男女混合組冠軍。

- 民國97年
  - 7月廣興分校廁所修繕工程。
  - 7月廣興分校木地板教室整修工程。
  - 8月廣興分校校園整修工程。
  - 8月「樂活運動站」設備採購。
  - 10月擴大內需方案「改善室內運動設施」設備採購。
  - 11月榮獲新店市主委盃跆拳道錦標賽國小女子色帶組團體獎冠軍。
  - 11月校園紅磚步道整修工程。
  - 11月幼稚園[6]改善環境設備廁所整修工程。
  - 12月榮獲台北縣97學年度文山區國小躲避球錦標賽混合組冠軍。

- 民國98年
  - 3月獲得臺北縣97學年度國民中小學師生躲避球錦標賽男女混合組殿軍。
  - 5月獲得中華民國第十屆國民中小學躲避球錦標賽國小混合組第四名。
  - 11月進行遊樂器材拆除與建置工程。
  - 12月校園監視系統採購。

- 民國99年
  - 3月臺北縣98學年度國民中小學暨公開組躲避球賽混合組第五名。
  - 6月校園改善工程。
  - 8月校長交接：第18任校長洪小華。
  - 10月成立慶祝創校90週年籌備會。
  - 10月語文故事屋增置改善工程。
  - 11月3日本校「夏耘樓校舍牆面整修」第一次會勘。
  - 11月臺北縣99學年度中小學英語童話繪本創作比賽國小中年級組優等。
  - 11月臺北縣99學年度東區英語歌曲演唱國小高年級組甲等（五孝）。
  - 11月臺北縣99學年度音樂比賽東區團體國小組直笛合奏優等。
  - 12月司令臺整建工程。
  - 12月25日臺北縣改制為新北市，校名為「新北市新店區屈尺國民小學」。

- 民國100年
  - 3月新北市99學年度國民中小學躲避球錦標賽混合組第五名。
  - 3月新北市99學年度東區讀者劇場比賽優等（四忠）。
  - 5月文山分區99學年度五年級田徑對抗賽，榮獲男童乙組田賽冠軍。
  - 5月7日慶祝創校90週年學校暨社區聯合運動會。
  - 5月30日江百川主任榮獲遴選為新北市瑞芳區上林國民小學校長。
  - 6月21日國小第66屆暨幼稚園第18屆聯合畢業典禮。
  - 7月4日本校冬藏樓男女廁所修繕工程（8月29日完工）。
  - 7月4日分校壓克力地坪校園整修工程（8月29日完工）。
  - 8月29日改善校園安全設施～裝設遊戲場防護地墊完工。
  - 9月24日100年度文山分區語文競賽榮獲國小學生組閩南語演說第三名。
  - 10月6日新北市升格學校薦級印（關防）及校長職章（小官章）更新啟用。
  - 10月19日教育局配發班級電腦14臺。
  - 11月15日100學年度學生音樂比賽團體國小組東區直笛合奏優等。
  - 11月新北市100學年度國小東區英語歌曲演唱高年級組特優（五忠）。
  - 12月19日本校「夏耘樓校舍牆面整修工程」第二次會勘。
  - 12月新北市100學年度國民小學英語歌曲演唱高年級組甲等（五忠）。

- 民國101年 
  - 2月22日「101年度分校樹木褐根病防治工作」採購案開標。
  - 3月100學年度東區英語讀者劇場比賽國小中年級組甲等（四忠）。
  - 3月100學年度東區英語讀者劇場比賽國小高年級組優等（五孝）。
  - 5月18日教育局撥送文書電腦。
  - 5月28日改善午餐廚房設備～廚房瓦斯整修，驗收。
  - 6月19日國小第67屆暨幼稚園第19屆聯合畢業典禮。
  - 7月1日本分校「走廊女兒牆欄杆增高工程」開始施工；7月20驗收。
  - 7月3日「教育優先區本校綜合球場」招標。
  - 7月11日北教國字第1012080134號函自101學年度起改為偏遠地區學校。
  - 8月2日蘇拉颱風分校操場淹水至木平臺；本校冬藏樓地下室淹水高約2M。
  - 9月11日新舊任會長交接；19日101學年度新任家長委員授證典禮。
  - 9月20日新店區廣興橋（原下龜山橋）舉行「廣興橋改建工程通車典禮」。
  - 11月13日101年度建築物公共安全設施改善工程開標。17日開始施工。
  - 11月新北市101學年度團體國小組東區音樂比賽～直笛合奏～榮獲優等。
  - 11月新北市101學年度中小學東區英語歌曲演唱競賽～榮獲甲等（五忠）。
  - 11月30日學校自設廚房榮獲101年度團體膳食安全管理優等。
  - 12月5日文山分區六年級田徑對抗賽男生乙組田徑總錦標亞軍。
  - 12月18日蘇拉風災復建工程第三次開標。20日上午召開第一次工程會議。

- 民國102年
  - 1月28日釐清學校經管市有財產【廣興分校舊校區（托兒所教室）】產權歸屬及財產管理機關協調會議。
  - 3月15日新北市101學年度國小混合組躲避球賽榮獲季軍。
  - 3月24日新北市101學年度小學田徑錦標賽榮獲男童丙田徑壘球擲遠第六名。
  - 4月3日「夏耘樓校舍牆面整修工程」開標。6月29日開始施工。
  - 5月15日教育局環教科與姚立楷主任進行學校宿舍搬離協調會。
  - 6月18日國小第68屆幼稚園第20屆畢業典禮。
  - 6月22日新北市文山分區101學年度國小教師羽球趣味競賽，榮獲團體組季軍。
  - 6月25日冬藏樓「廚房結構補強」會勘。
  - 7月3日102學年度午餐食材招標。
  - 8月1日蔡錦柳校長榮任本校第19任校長。

- 民國107年
  - 8月1日林錫恩校長榮任本校第20任校長。

- 民國110年
  - 5月15日屈尺國小百周年校慶。
  - 5月18日新冠肺炎停課採線上教學。

## 校歌
張文鳳 作詞
龔明賜 作曲

北勢溪的水阿 你要不停的流 不知名的山啊 你要年年的青
生在這裡的孩子 有智慧思考強 長在這裡的孩子 五育精樣樣棒
北勢溪的水阿 你要不停的流 不知名的山啊 你要年年的青
生在這裡的孩子 不怕苦不怕難 長在這裡的孩子 乘長風破萬浪
屈一尺 伸一丈  屈一尺 伸一丈
屈尺屈尺以您為榮 屈尺屈尺永世同光

## 知名校友
- 楊亮俞：台灣男性兒童演員。2013年演出電影《暑假作業》，入圍第50屆金馬獎和第16屆台北電影獎最佳新演員，並榮獲2014美國聖地牙哥國際兒童影展最佳新演員。

## 交通資訊

### 總校區

#### 汽車
- 北二高新店交流道下→中興路→北宜路往宜蘭方向→新烏路(台9甲線)右轉→屈尺路右轉

- 北二高安坑交流道下→環河快速道路→北宜路→新烏路(台9甲線)右轉→屈尺路右轉

- 台北市羅斯福路往新店北新路→北宜路→新烏路(台9甲線)右轉→屈尺路右轉

- 中和秀朗橋→環河快速道路→北宜路→新烏路(台9甲線)右轉→屈尺路右轉

- 台北市環河快速道路往新店方向→北宜路→新烏路(台9甲線)右轉→屈尺路右轉

#### 公車
- 鄰近站牌名為「屈尺派出所[新巴士]」、「屈尺路櫻花街口[新巴士]」、「屈尺」

| 路線                     | 客運公司                       | 上下車站名      |
| ------------------------ | ------------------------------ | --------------- |
| 849 烏來－新店－臺北車站 | 新店客運(新店客運股份有限公司) | 屈尺            |
| 屈尺線雙溪口－捷運七張站 | 東南客運                       | 屈尺路.櫻花街口 |

### 廣興分校
- 鄰近站牌名為「廣興河濱公園[新巴士]」、「廣興分校」

## 學校周邊
- 新店市民農園
- 新店溪左岸沙灘
- 平廣溪口
- 古廣興渡口步道
- 濛濛湖
- 土地公廟
- 螢火蟲的家
- 筊白筍田
- 屈尺壩
- 花園新城
- 廣興河濱公園
- 屈尺國小廣興分校
- 桂山發電廠
- 台北翡翠水庫管理局
- 長福巖
- 梅花湖
- 劉家古厝
- 屈尺古道
- 文山農場

## 學區
屈尺里、廣興里、粗坑里(1、2、3、9鄰除外)。開放為全市自由學區。

## 外部連結
- 新北市新店區屈尺國民小學(總校區)
- 屈尺國小(廣興分校) （页面存档备份，存于）